# Filosofia do Renascimento

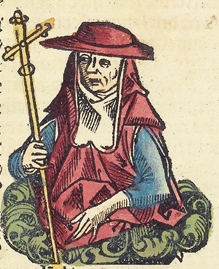
Nicolau de Cusa, considerado um dos primeiros filósofos renascentistas.

A filosofia do renascimento foi o período da história da filosofia na Europa frequentemente situado entre a Idade Média e o Iluminismo e inserida no contexto maior do renascimento, sendo considerado tanto um momento transição entre a cultura medieval e moderna, quanto uma manifestação tardia da época medieval, como também o princípio da modernidade. É marcado por três grandes tendências intelectuais - o humanismo, a escolástica tardia e a retomada e restauração de correntes da filosofia antiga; a interação entre essas tendências é complexa, dado que cada uma apresenta desenvolvimentos em resposta aos desafios colocados pelas outras, especialmente na relação entre humanismo e escolástica, na qual prevalecia um antagonismo.

### Relação com a modernidade
A demarcação histórica da filosofia renascentista e sua passagem para a denominada filosofia moderna, cujo princípio costuma ser localizado no século XVII, é um tópico de debates e ambiguidades na história da filosofia. Enquanto que os acadêmicos costumam se diferenciar concretamente entre pesquisadores do período renascentista e pesquisadores da filosofia moderna ou dos primórdios da modernidade, não é, por outro lado, tão claro que característica distintiva entre os dois períodos justificaria tal divisão. Pensadores como Tommaso Campanella (1568–1639) e René Descartes (1596–1650), um renascentista e um moderno, respectivamente, eram na maior parte contemporâneos. Consequentemente, alguns acadêmicos criticam o tratamento da filosofia renascentista na historiografia, em razão de uma percepção de arbitrariedade e do reconhecimento de efeitos negativos para o estudo da história da filosofia em sua integralidade, que resultam, entre outras coisas, numa parcial negligência quanto à relação entre o estudo do renascimento e da modernidade. Contemporaneamente, por outro lado, existe uma tendência de visualizar a fronteira entre renascimento e modernidade como uma fronteira móvel, onde a cultura renascentista invade e se estende dentro da modernidade.
A distinção entre modernidade e renascimento foi desenvolvida paralelamente à elaboração do próprio campo da história da filosofia em seus primórios. Johann Jakob Brucker, considerado fundador da história da filosofia, afirmava consistentemente, em sua influente obra Historia critica philosophiae, a associação do Renascimento com a Modernidade, que segundo ele formavam juntos um grande período da "restauração das letras em nossos tempos", valorizando, portanto, suas continuidades, inclusive na relação entre a Reforma protestante e o espírito renascentista de crítica à escolástica. Não obstante, Brucker permanecia convicto de uma distinção clara entre os dois períodos, localizado na prevalência de filosofias 'sectárias' no primeiro momento, mascado pela retomada de várias escolas da antiguidade, em comparação com a filosofia posterior que seria 'eclética', não se restringindo, segundo o autor, à nenhuma escola ou cânone doutrinário. A obra de Brucker, que influenciaria a figuras da filosofia francesa, inclusive os tópicos da história da filosofia na Encyclopédie, permeneceria também uma referência ao longo no Iluminismo alemão, central para o desenvolvimento inicial do campo da história da filosofia. Assim, autores posteriores reproduzirão as mesmas demarcações, às vezes oferecendo justificações diferentes, como, por exemplo, o esquema de Anselm Rixner que apontava uma predominância de uma cultura literária no Renascimento, em contraste com a cultura 'propriamente' filosófica da modernidade, marcada pela emergência dos sistemas de doutrina filosófica - Francis Bacon; René Descartes - como a razão de sua separação.
O filósofo germânico Georg Hegel, cuja atenção ao desenvolvimento histórico da filosofia o destaca como um influenciador da posteior elaboração da pesquisa no campo, enfatizava uma concepção de separação forte e dramática entre o renascimento e a modernidade, que causa uma desconecção entre ambos, em favor da qual reinterpreta fatos históricos de uma maneira considerada idiossincrática. Para Hegel, a emergência da filosofia cartesiana significa uma transformação radical, uma disrupção entre esses dois períodos históricos, marcado pelo surgimento de uma nova concepção de auto-consciência.

### Estatuto filosófico e relação com as humanidades
Outro aspecto importante do tratamente a filosofia renascentista na historiografia, resultante da problemática de sua relação com a modernidade, diz respeito à questão sobre seu estatuto enquanto filosofia, ou, possivelmente, a validade de seu reagrupamento junto das humanidades, considerando seu autores e obras como filólogos, literatos e historiadores, ao invés de filósofos. O que implica, também, um questionamento sobre a originalidade filosófica das elaborações desse período.
1. 1 2  Hankins 2007, p. 3.
2. ↑  Hankins 2007, p. 5.
3. 1 2  Muratori & Paganini 2016, p. 2.
4. ↑  Muratori & Paganini 2016, p. 3.
5. ↑  Muratori & Paganini 2016, p. 5.
6. ↑  Muratori & Paganini 2016, p. 6.
7. ↑  Muratori & Paganini 2016, p. 7.
8. ↑  Muratori & Paganini 2016, p. 12.